# Rhizostoma

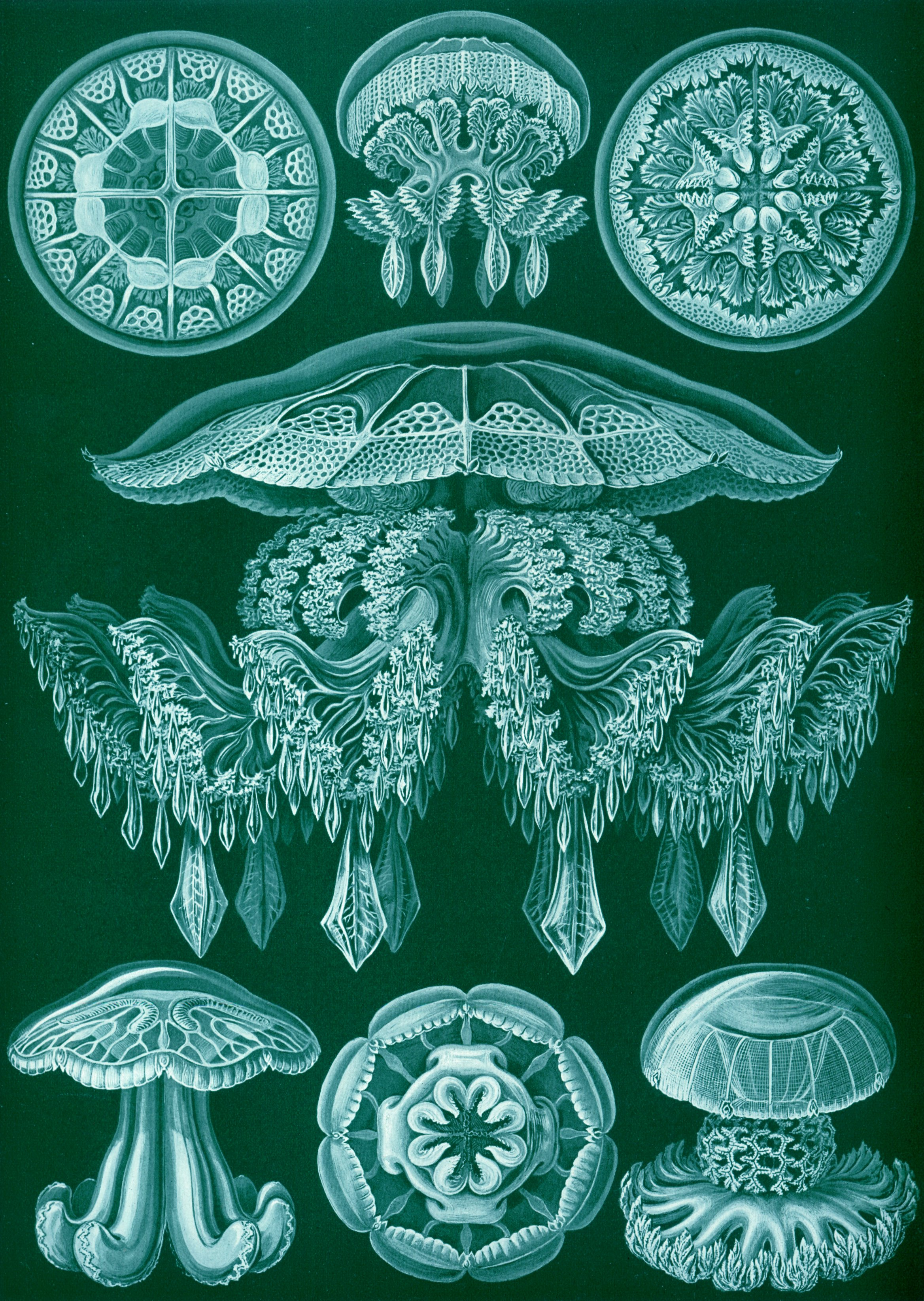
Dibujo de Haeckel de las discomedusas, entre ellas hay una especie de Rhizostoma

Rhizostoma es un género de la clase Schyphozoa del Phylum Cnidaria.  Este género recibe su nombre porque su pedículo central se asemeja a la estructura y función de la raíz de una planta. Se conocen coloquialmente como medusas barril. Este género se ha estudiado mucho en los últimos años por su importancia ecológica en sus ecosistemas. Además, se ha visto un gran aumento en la biomasa de estos debido a los cambios climáticos y cambios de origen humano.

## Especies
- R. pulmo (Macri, 1778) - Se encuentran en el Mediterráneo.[4] Tienen campana color amarillo lechoso, ocasionalmente con tonalidades rojas y con lappets morados o azules oscuros. Sus apéndices terminales son transparentes.[5]
- R. octopus (Linnaeus, 1788) - Se encuentran en los mares de Europa del norte, entre ellos el mar del Norte. Las más conocidas de este género.[4][3]
- R. luteum (Quoy y Gaimard, 1827) - Se encuentran en los alrededores de la península ibérica.[4]  Tienen campana blanca con posibles tonalidades azules, brazos orales azules o amarillos y apéndices terminales con coloración profunda color café o morado.[5]

## Ciclo de Vida
El ciclo de vida de Rhizostoma se divide en 7 etapas principales, partiendo desde la larva plánula hasta la medusa adulta. Consiste de una larva plánula de natación libre, luego un pólipo sésil en forma de cáliz, asexual y con 16 tentáculos filiformes en su etapa madura. En el proceso de estrobilación, el cáliz se alarga y se forma la primera éfira justo debajo de la corona de tentáculos. Luego se absorben los tentáculos y posteriormente las éfiras se separan del estróbilo en orden casi sincrónico. Cada éfira tiene una geometría inicial de 8 puntas, con 1-3 filamentos gástricos por cuadrante y un diámetro total alrededor de 3.5 mm.  Esta éfira desarrolla su sistema gástrico en 8 etapas entre las cuales pasa por la meta-éfira y se engrosa la mesoglea, para finalmente llegar a su estado de medusa. La medusa juvenil puede medir entre 5-10 cm de diámetro, y la adulta es conocida por su gran tamaño.  El tiempo en cada etapa de este ciclo de vida es dependiente de la temperatura del mar y las condiciones alimenticias. Para ver el ciclo completo, consulte el diagrama adjunto.

## Reproducción
Los pólipos son capaces de reproducirse por medio de reproducción asexual mientras que la fase medusal se reproduce por medio de fecundación.  Este último proceso se lleva a cabo por medio fertilización externa. Las medusas son dimórficas por lo cual, la liberación de los huevos la hacen las hembras mientras que los machos liberan los espermatozoos.

## Anatomía y Fisiología

### General
Debido a su gran masa corporal, son susceptibles a hundirse, por lo cual requieren contracciones y dilataciones a intervalos específicos de la campana para prevenir esto. Este método se usa tanto para mantenerse a flote como para crear una propulsión que les permite moverse. El disco locomotor, a pesar de su apariencia homogénea en los individuos más pequeños, en los más grandes tienen una apariencia corrugada que sirve para tener una función muy parecida a las fibras nerviosas.  Su conexión directa entre el estómago y el exterior por medio del pedículo se ha comparado mucho a las raíces de las platas debida a que pareciera que este absorbiera los nutrientes del exterior de forma parecida.

### Cnidos
Las células que contienen los cnidos se denominan nematocistos. Estos contienen diferente material tóxico que los tejidos. Se han realizado estudios que indican que el tejido libre de nematocistos de R. pulmo produce efectos citotóxicos y hemolíticos en células de mamíferos. Sin embargo, no posee actividad clastogénica, es decir que no genera mutaciones.  Debido a que se ha encontrado una actividad hemolítica similar en la toxina de los nematocistos entonces se favorece la hipótesis de que la toxina o un precursor se sintetiza en los tejidos y después migran hacia los nematocistos donde se almacenan.
La medusa Rhizostoma octopus presenta dos tipos de cnidocitos: haplonemas y heterotrichus euriteles. Los haplonemas tienen forma de huevo y contienen los túbulos enrollados, el opérculo se separa de la cápsula cuando se disparan los cnidocitos. Por el otro lado en los euriteles las cápsulas se abren sin que se separe el opérculo.

### Tamaño
Han sido reconocidos entre las medusas más grandes en tamaño. Se han encontrado individuos que llegan a pesar más de 30Kg con un diámetro varía entre 3cm - 50cm. Los pólipos sin embargo suelen ser pequeños, 2cm de diámetro en promedio. Sus apéndices alados pueden llegar a medir hasta 94 cm.

## Alimentación
Las especies de este género son depredadoras. Su dieta consiste mayoritariamente en presas pequeñas del zooplancton como copépodos, huevos de crustáceos y peces y hay especies que se ha encontrado que pueden llegar a alimentarse de especies de hidromedusas.
La fuerza que se le atribuye al disco locomotor, es el responsable de permitir la depredación de muchas presas que a plena vista se consideraría muy fuerte para ser capturada por una simple medusa. Estos incluyen ciertos moluscos y crustáceos y peces pequeños.
Su método de depredación se basa en capturar la presa con lo tentáculos y por medio de los cnidos paralizarla y matarla, luego se introduce a la boca para ser digerido.

## Hábitat y distribución
Rhizostoma comúnmente se encuentra en los mares europeos occidentales como el mar del Norte. Sin embargo se han llegado a encontrar en los alrededores de la costa occidental de África, debido a la Corriente de Benguela y en mares orientales de Europa como el Mar Negro. El género se suele encontrar en aguas frías del norte, no obstante, los individuos de R.octopus se pueden encontrar en bahías grandes y poco profundas.
La distribución general en mares europeos se puede ver en la imagen.

## Datos curiosos
La especie R. pulmo obtuvo su nombre debido a las contracciones regulares que se semejan a los movimiento pulmonares de respiración.
Se ha estudiado la toxina de los cnidos de R.pulmo y se ha encontrado que pueden tener un efecto sobre las células mamíferas pero no tienen un efecto clastogénico, es decir que no induce cambios de cromosomas.
Se ha encontrado que las especies de este género llegan a producir una proteína violeta y azul que se llegado a comparar con el GFP, sin embargo se ha encontrado que hace parte de un nuevo tipo de pigmentos biológicos. Desde que se encontró, ha sido estudiado como un posible bioindicador ya que este se mantiene violeta para un rango de pH entre 4 y 10, pero para valores menores pasa a ser rosado.